# Zoarces americanus
Loquette d'Amérique
Espèce
Zoarces americanus, communément appelé la Loquette d'Amérique, est un poisson marin, prédateur, de la famille des Zoarcidae.
Il est peu actif et adapté à la vie en eaux très froides (aux abords de 0 °C), ce qui le classe chez les poissons parmi les espèces extrêmophiles (ce poisson a été très étudié pour la protéine anti-gel que contient son sang).

## Dénominations, synonymies
Cette espèce a aussi été antérieurement dénommée : Blennius americanus (Bloch & Schneider, 1801), Zoarces anguillaris par les scientifiques, et parfois dénommée « anguille de roche » par le francophones, ou encore ocean pout, North-Atlantic ocean pout ou Eel pout, mother-of-eels, poodler ou muttonfish par les anglophones.

## Caractéristiques
- Description : ce poisson épineux, à nageoires rayonnées est doté d'une grande bouche à lèvres charnues, dotée de deux rangées de dents coniques. Sa nageoires dorsale est en continuité avec la caudale et l'anale lui donnant une allure un peu serpentiforme. La nageoire dorsale débute devant les nageoires pelviennes et se réduit vers la queue[3]. Les écailles sont petites et couvertes d'un mucus protecteur[3] ;
- Coloration : marbrée, dominante brunâtre, plus foncé sur le dessus foncé, et jaune foncé à brun rougeâtre pour le dessous[3] ;
- Taille : jusqu'à 107 cm (70 cm en moyenne)[3] ;
- Poids : jusqu'à 5,4 kg. (2 kg en moyenne)[3].

## Habitat, répartition
Il est trouvé dans le nord-ouest de l'océan Atlantique, notamment au large des côtes de la Nouvelle Angleterre et de l'est du Canada ou de la région de Terre-neuve, de Battle Harbour (Labrador) au Delaware voir éventuellement face à la Caroline du Nord (individus errants). « L’espèce est réputée commune du golfe du Saint-Laurent au New-Jersey. Au Canada, la Loquette est assez ordinaire dans le détroit de Belle-Îsle, au Québec dans les régions de Trois-Pistoles et de la baie des Chaleurs, comme également sur les côtes de la Nouvelle-Écosse, au large de Canso et de la baie de Fundy ».

## Comportement
Ce prédateur chasse à l'affut, sur la frange littorale, de la limite de la marée basse dans les rochers et les algues (surtout au printemps), jusqu'en bordure de plateau continental où on le retrouve jusqu’à 200 m environ de profondeur (il descend en profondeur en automne).
Dépourvu de vessie natatoire, il passe son temps sur le fond, appuyé sur deux puissantes nageoires pectorales.

## Intérêt de la part de l'industrie des biotechnologies
L'origine métabolique et génétique de sa capacité de résistance au froid est étudiée depuis les années 1980, avec l'espoir d'en tirer des revenus commerciaux via le brevetage de gènes (notamment par Garth Fletcher,) qui avec ses collègues a identifié chez Macrozoarces americanus (en 1988) les gènes permettant la résistance au froid.
Il a réussi à isoler les gènes codant les protéines de résistance au froid et à les insérer sous forme de transgène dans un saumon pour en doper la croissance en hiver et/ou dans de futures élevage fait en eaux froides.
Un assemblage génétique associe le promoteur de la protéine anti-gel (antifreeze protein) avec un gène codant une hormone de croissance (prélevé chez un saumon chinook qui permet d'avoir un sang enrichi en protéine anti-gel et en hormone de croissance, ce qui permet à un saumon transgénique de grandir beaucoup plus vite que son homologue normal (élevages pour l'instant interdits, et très controversés par des opposants qui parlent parfois de Frankenfish en raison des dangers potentiels posés par le risque de diffusion du transgène ou de concurrence avec les saumons sauvages si de tels saumons transgéniques s'échappaient dans la nature alors que d'autres émettent des doutes quant à l’innocuité de la consommation d'un tel poisson. La Californie est un État qui a soutenu les OGM agricoles aux États-Unis et elle abrite le plus grand nombre d'entreprises de biotechnologie du pays. Elle est cependant devenue le premier État à prendre position sur la question des poissons transgéniques à l'automne 2004 en interdisant leur introduction dans ses eaux après que l'on ait évoqué une possible autorisation de mise sur le marché.
En juin 2006 la compagnie Unilever a annoncé qu'elle envisageait d'utiliser une levure transgénique pour produire des protéines anti-gel à partir d'une construction génétique issue de la loquette américaine pour améliorer la consistance de ses crèmes glacées